# Bill Hudson
Pour les articles homonymes, voir Hudson.
William Louis Hudson, dit Bill Hudson est un acteur et musicien américain membre du groupe The Hudson Brothers, né le 17 octobre 1949 à Portland, dans l'Oregon (États-Unis).

## Biographie
Il s'est marié en 1976 avec la comédienne Goldie Hawn avec qui il eut deux enfants, l'actrice Kate Hudson et l'acteur Oliver Hudson. Après leur divorce en 1980, il se maria avec l'actrice Cindy Williams en 1982 et eut deux enfants, Emily Hudson et Zachary Hudson. Leur mariage prit fin par un divorce en 2000.

## Filmographie
- 1978 : Zero to Sixty : Eddie
- 1978 : Kiss contre les fantômes (KISS Meets the Phantom of the Park) (TV) : Man In KISS Booth
- 1978 : The Millionaire (TV) : Eddie Reardon
- 1983 : Hysterical : Frederic Lansing
- 1986 : Help Wanted: Kids (TV) : Tom Burke
- 1987 : Big Shots : Dad